# River Bend (Missouri)
Pour les articles homonymes, voir River Bend (homonymie).
River Bend est un village du comté de Jackson, dans le Missouri, aux États-Unis,. Situé au nord du comté, en bordure de la rivière Missouri, il est incorporé en 1993.

## Démographie
Lors du recensement de 2010, le village comptait une population de 10 habitants. Elle est estimée, en 2016, à 10 habitants.

## Source de la traduction
- (en) Cet article est partiellement ou en totalité issu de l’article de Wikipédia en anglais intitulé « River Bend, Missouri » (voir la liste des auteurs).